# Jamaica en el Campeonato Mundial de Atletismo de 2011
Jamaica fue representada por un total de 51 atletas (26 hombres y 25 mujeres) en el Campeonato Mundial de Atletismo de 2011. Ocupó el cuarto lugar en la tabla general de medallas.

## Medallistas
Entre los competidores masculinos, Usain Bolt no pudo revalidar su título mundial en los 100 m al terminar descalificado en la final por una salida en falso. La victoria  fue para Yohan Blake, que se convirtió en el campeón mundial más joven de la historia en dicha prueba. A pesar de todo, Bolt logró repetir el título en la prueba de los 200 m. Asimismo, ambos formaron parte del equipo jamaicano que impuso un nuevo récord mundial de 37,04 s en los 4 x 100 m, junto a Nesta Carter y Michael Frater.
Antes de iniciar la competencia el velocista Asafa Powell, quien tenía la mejor marca del año en la prueba de 100 m hasta antes del evento (9,78 s), debió retirarse del equipo jamaicano debido a una lesión en la ingle.
En mujeres, Veronica Campbell-Brown ganó tres medallas en la competencia: la primera con un segundo puesto en los 100 metros; y posteriormente se proclamó campeona en la prueba de los 200 m, más una medalla de plata en los 4 x 100 junto a Shelly-Ann Fraser, Kerron Stewart y Sherone Simpson; por su parte, Melaine Walker, segunda en la final de los 400 m vallas, no pudo revalidar el título alcanzado en Berlín 2009.
También en la prueba de relevos 4 x 400 m, Jamaica se adjudicó una medalla plata en femenino y una de bronce en masculino.

## Resultados
| Atleta                  | Prueba                           | Resultado |
| Hombres                 | Hombres                          | Hombres |
| ----------------------- | -------------------------------- | --- |
| Kenroy Anderson         | 200 m                            | — |
| Marvin Anderson         | 200 m                            | Ronda preliminar: 38° puesto en la clasificación general (21,09 s).                                                    |
| Nickel Ashmeade         | 200 m                            | Final: 5.º puesto (20,29 s).                                                                                           |
| DeWayne Barrett         | Relevos 4 x 400 m                | — |
| Yohan Blake             | 100 m y relevos 4 x 100 m        | 100 m: Medalla de oro (9,92 s); 4 x 100: Medalla de oro (37,04 s).                                                     |
| Usain Bolt              | 100 m y 200 m                    | 100 m: Descalificado en la final por salida falsa; 200 m: Medalla de oro (19,40 s); 4 x 100: Medalla de oro (37,04 s). |
| Nesta Carter            | 100 m y relevos 4 x 100 m        | 100 m: Final, 7.º puesto (10,95 s); 4 x 100: Medalla de oro (37,04 s).                                                 |
| Damar Forbes            | Salto de longitud                | Fase de clasificación: 20° puesto en la clasificación general (7,91 m).                                                |
| Mario Forsythe          | 200 m y relevos 4 x 100 m        | 200 m: Semifinal, 10° puesto en la clasificación general (20,63 s).                                                    |
| Allodin Fothergill      | Relevos 4 x 400 m                | Medalla de bronce (3:00,10).                                                                                           |
| Michael Frater          | 100 m y relevos 4 x 100 m        | 100 m: Semifinal, puesto 13.º en la clasificación general (10,23 s); 4 x 100: Medalla de oro (37,04 s).                |
| Jermaine Gonzales       | 400 m y relevos 4 x 400 m        | 400 m: Final, 4° puesto (44,99 s); 4 x 400: Medalla de bronce (3:00,10).                                               |
| Leford Green            | 400 m y relevos 4 x 400 m        | 400 m: Semifinal, 24° puesto en la clasificación general; 4 x 400: Medalla de bronce (3:00,10).                        |
| Riker Hylton            | 400 m y relevos 4 x 400 m        | 4 x 400: Medalla de bronce (3:00,10).                                                                                  |
| Dexter Lee              | Relevos 4 x 100 m                | — |
| Jason Morgan            | Lanzamiento de disco             | Fase de clasificación: 18.º puesto en la clasificación general (61,75 m).                                              |
| Isa Phillips            | 400 m vallas                     | Semifinal: 10° puesto en la clasificación general (49,16 s).                                                           |
| Richard Phillips        | 110 m vallas                     | Semifinal: 15° puesto en la clasificación general (13,76 s).                                                           |
| Asafa Powell            | 100 m y relevos 4 x 100 m        | Retirado por lesión |
| Andrew Riley            | 110 m vallas                     | Semifinal: 14° puesto en la clasificación general (13,75 s).                                                           |
| Josef Robertson         | 400 m vallas                     | Semifinal: 22° puesto en la clasificación general (50,39 s).                                                           |
| Maurice Smith           | Decatlón                         | No finalizó la competencia.                                                                                            |
| Lansford Spence         | Relevos 4 x 400 m                | Participó en la ronda preliminar.                                                                                      |
| Keiron Stewart          | 110 m vallas                     | — |
| Dwight Thomas           | 110 m vallas                     | Final: No finalizó la competencia.                                                                                     |
| Wilbert Walker          | Triple salto                     | Fase de clasificación: 24° puesto en la clasificación general (15,97 m).                                               |
| Mujeres                 |                                  | |
| Aileen Bailey           | 200 m y relevos 4 x 100 m        | — |
| Schillonie Calvert      | Relevos 4 x 100 m                | — |
| Veronica Campbell-Brown | 100 m, 200 m y relevos 4 x 100 m | 100 m: Medalla de plata (10,97 s); 200 m: Medalla de oro (22,22 s); 4X100: Medalla de plata (41,70 s).                 |
| Vonette Dixon           | 100 m vallas                     | Semifinales: 17° puesto en la clasificación general (13,00 s).                                                         |
| Brigitte Foster-Hylton  | 100 m vallas                     | Semifinales: 10° puesto en la clasificación general (12,87 s).                                                         |
| Shelly Ann Fraser       | 100 m                            | Final: 4° puesto (10,99 s); 4X100: Medalla de plata (41,70 s).                                                         |
| Patricia Hall           | Relevos 4 x 400 m                | Participó en la ronda preliminar.                                                                                      |
| Korene Hinds            | 3 000 stp.                       | Ronda preliminar: 20° puesto en la clasificación general (9:52,11)                                                     |
| Mardrea Hyman           | 3 000 stp.                       | Ronda preliminar: no finalizó la competencia.                                                                          |
| Jovanee Jarrett         | Salto de longitud                | Fase de clasificación: 28° puesto en la clasificación general (6,19 m).                                                |
| Jura Levy               | 100 m y relevos 4 x 100 m        | 100 m: Semifinal, 17° puesto en la clasificación general; 4 x 100: Participó en la ronda preliminar.                   |
| Shereefa Lloyd          | Relevos 4 x 400 m                | Participó en la ronda preliminar.                                                                                      |
| Davita Prendergast      | 400 m y relevos 4 x 400 m        | 4 x 400: Medalla de plata (3:18,71).                                                                                   |
| Sherone Simpson         | 100 m, 200 m y relevos 4 x 100 m | 200 m: Final, 8° puesto (23,17 s): 4X100: Medalla de plata (41,70 s).                                                  |
| Kenia Sinclair          | 800 m                            | — |
| Indira Spence           | 100 m vallas                     | Semifinales: puesto 13° en la clasificación general (12,93 s).                                                         |
| Kaliese Spencer         | 400 m vallas                     | Final: 4° puesto (54,01 s).                                                                                            |
| Kerron Stewart          | 100 m, 200 m y relevos 4 x 100 m | 100 m: Final, 6° puesto; 200 m: Final, 5° puesto (22,70 s); 4X100: Medalla de plata (41,70 s).                         |
| Ristananna Tracey       | 400 m vallas                     | Semifinal: puesto 13° en la clasificación general (55,55 s).                                                           |
| Melaine Walker          | 400 m vallas                     | Medalla de plata (52,73 s).                                                                                            |
| Rosemarie Whyte         | 400 m y relevos 4 x 400 m        | 400 m: Semifinal, 10° puesto en la clasificación general (50,90 s); 4 x 400: Medalla de plata (3:18,71).               |
| Kimberly Williams       | Triple salto                     | Fase de clasificación: 14° puesto en la clasificación general (14,06 m).                                               |
| Shericka Williams       | 400 m y relevos 4 x 400 m        | 400 m: Final, 6° puesto (50,79 s); 4 x 400: Medalla de plata (3:18,71).                                                |
| Novelene Williams-Mills | 400 m y relevos 4 x 400 m        | 400 m: Final, 8° puesto (52,89 s); 4 x 400 m: Medalla de plata (3:18,71).                                              |
| Nickiesha Wilson        | 400 m vallas                     | Semifinal: 19° puesto de la clasificación general (56,58 s).                                                           |